# Плиська сільська рада
Плиська сільська рада (біл. Пліскі сельсавет) — адміністративно-територіальна одиниця в складі Смолевицького району розташована в Мінській області Білорусі. Адміністративний центр — Плиса.
Плиська сільська рада розташована в центральній частині Білорусі, і в центрі Мінської області орієнтовне розташування — супутникові знимки, на схід від районного центру Смолевичів.
До складу сільради входять 15 населених пунктів:
- Верх-Озеро • Демидова Жесть • Заріччя • Лавля • Липки • Малі Липки • Октябрьський • Осове • Пєліка • Плиса • Польова • Присинок • Саківка • Центральний • Черницький.